# Samsung Star
De Samsung S5230 ook wel Samsung Star genoemd is een mobiele telefoon van de Samsung Group. De Star werd in het eerste kwartaal van 2009 uitgebracht in Nederland.

## Specificaties
De Samsung Star beschikt over een 3-inch aanraakscherm, gebruikersinterface met widgets, uitbreidbaar geheugen tot 8 GB, FM-radio en mp3-speler, 3,2 megapixel-camera met smile shot en een HTML-browser.